# Noam Sheriff
Noam Sheriff (en hebreo: נׂעם שריף‎; 7 de enero de 1935 – 25 de agosto de 2018) fue un compositor, director de orquesta y arreglista israelí.

## Biografía
Noam Sheriff estudió composición y la dirección de orquesta en Tel-Aviv (Paul Ben-Haim), en Berlín (Boris Blacher) y en Salzburgo (Igor Markevitch) y filosofía en la Universidad Hebrea de Jerusalén. Después de la creación de la obra Festival Prélude por la Orquesta Filarmónica de Israel bajo la dirección de Leonard Bernstein durante la inauguración del auditorio Mann.
Sheriff fue director artístico de la Orquesta de Cámara Kibbutz, director de la Orquesta Sinfónica Rishon LeZion de Israel, Profesor de Composición y Dirección de la Academia de Música at Samuel Rubin en la Universidad de Tel Aviv y Director de la Academia entre 1998 y 2000. También fue director artístico en la Orquesta de Cámara de Israel y en la Orquesta Sinfónica de Haifa.

## Obras
Su música representa una síntesis original entre Oriente y Occidente, entre los elementos musicales de los antiguos países mediterráneos y la cultura musical occidental. Entre sus obras más significativas podemos mencionar las tres grandes obras vocales que forman una trilogía:
- Mechaye Hamethim ("Renacimiento de los muertos") creada en 1987 en Ámsterdam por la Orquesta Filarmónica de Israel, inspirada en la música judía tradicional de Europa del Este y los antiguos temas orientales judíos de los samaritanos. Esta obra fue interpretada por la Orquesta Filarmónica de Israel dirigida por Zubin Mehta durante las celebraciones del 50º aniversario de la independencia de Israel en el memorial de Yad Vashem en Jerusalén.
- Pasión Sefardí creada en 1992 en Toledo (España) por la Orquesta Filarmónica de Israel, con Zubin Mehta y Plácido Domingo, basada en la música de la "judería sefardí".
- Salmos de Jerusalén, creado en 1995 en Jerusalén durante la inauguración de las festividades que celebraban los 3000 años de la ciudad, con cuatro coros distribuidos por la sala cantando en hebreo y latín.

Su más reciente obra vocal, Génesis, fue un encargo de la Orquesta Filarmónica de Israel que la estrenó, con el maestro Zubin Mehta en el atril, durante los conciertos ofrecidos con motivo de la celebración del 50 aniversario de Independencia israelí.

## Vida personal
Noam Sheriff estuvo casada con la compositora israelí Ella Milch-Sheriff en 1982 con la que estuvo casada hasta su muerte en 2018.